# Giải đua ô tô Công thức 1 Malaysia 2008
Giải đua ô tô Công thức 1 Malaysia năm 2008 là chặng đua thứ hai của giải vô địch thế giới Công thức 1 năm 2008. Giải được tổ chức từ ngày 21 đến ngày 23 tháng 3 năm 2008.

## Xếp hạng chi tiết
| TT      | Số xe | Tay đua              | Đội đua             | Vòng | Thời gian/Bỏ cuộc | Xuất phát | Điểm |
| ------- | ----- | -------------------- | ------------------- | ---- | ----------------- | --------- | ---- |
| 1       | 1     | Kimi Räikkönen       | Ferrari             | 56   | 1:31:18.555       | 2         | 10   |
| 2       | 4     | Robert Kubica        | BMW Sauber          | 56   | +19.570           | 4         | 8    |
| 3       | 23    | Heikki Kovalainen    | McLaren-Mercedes    | 56   | +38.450           | 8         | 6    |
| 4       | 11    | Jarno Trulli         | Toyota              | 56   | +45.832           | 3         | 5    |
| 5       | 22    | Lewis Hamilton       | McLaren-Mercedes    | 56   | +46.548           | 9         | 4    |
| 6       | 3     | Nick Heidfeld        | BMW Sauber          | 56   | +49.833           | 5         | 3    |
| 7       | 10    | Mark Webber          | Red Bull-Renault    | 56   | +1:08.130         | 6         | 2    |
| 8       | 5     | Fernando Alonso      | Renault             | 56   | +1:10.041         | 7         | 1    |
| 9       | 9     | David Coulthard      | Red Bull-Renault    | 56   | +1:16.220         | 12        |      |
| 10      | 16    | Jenson Button        | Honda               | 56   | +1:26.214         | 11        |      |
| 11      | 6     | Nelson Piquet Jr.    | Renault             | 56   | +1:32.202         | 13        |      |
| 12      | 21    | Giancarlo Fisichella | Force India-Ferrari | 55   | +1 vòng           | 17        |      |
| 13      | 17    | Rubens Barrichello   | Honda               | 55   | +1 vòng           | 14        |      |
| 14      | 7     | Nico Rosberg         | Williams-Toyota     | 55   | +1 vòng           | 16        |      |
| 15      | 19    | Anthony Davidson     | Super Aguri-Honda   | 55   | +1 vòng           | 21        |      |
| 16      | 18    | Takuma Sato          | Super Aguri-Honda   | 54   | +2 vòng           | 19        |      |
| 17      | 8     | Kazuki Nakajima      | Williams-Toyota     | 54   | +2 vòng           | 22        |      |
| Bỏ cuộc | 15    | Sebastian Vettel     | Toro Rosso-Ferrari  | 39   | Động cơ           | 15        |      |
| Bỏ cuộc | 2     | Felipe Massa         | Ferrari             | 30   | Spun off          | 1         |      |
| Bỏ cuộc | 20    | Adrian Sutil         | Force India-Ferrari | 5    | Thủy lực          | 20        |      |
| Bỏ cuộc | 12    | Timo Glock           | Toyota              | 1    | Tai nạn           | 10        |      |
| Bỏ cuộc | 14    | Sébastien Bourdais   | Toro Rosso-Ferrari  | 0    | Spun off          | 18        |      |